# 345 Dywizja Piechoty (III Rzesza)
345 Dywizja Piechoty (niem. 345. Infanterie-Division) – niemiecka dywizja piechoty zmotoryzowanej z czasów II wojny światowej, sformowana na poligonie Wildflecken na mocy rozkazu z 24 listopada 1942 roku, przez IX Okręg Wojskowy.

## Historia
Jedną z szybko formowanych dywizji była 345 Dywizja Piechoty. 345 powstała w Kassel na bazie żołnierzy z Armii Rezerwowej. Jej zadaniem było garnizonowanie wybrzeża atlantyckiego na granicy francusko-hiszpańskiej na wypadek alianckiej operacji desantowej. Desant nie miał miejsca, w związku z czym dywizję przeniesiona na front wschodni. Na wschodzie przemianowana na dywizję zmotoryzowaną. Tak powstała 345 Dywizja Piechoty Zmotoryzowanej.
Ta krótko istniejąca dywizja została utworzona 24 listopada 1942 roku na Truppenbüngsplatz - poligonie na granicy Bawarii i Hesji. Z nadejściem stycznia 1943 roku, zamiast trafić na wschód, ponownie przeniesiona na południe Francji w składzie Grupy Armii D. 1 marca wcielona do 29 Dywizja Piechoty, odtwarzanej po klęsce w Stalingradzie. 23 czerwca 1943 roku została ona przemianowana na 29 Dywizja Grenadierów Pancernych, w lipcu przeniesiono ją do walk na Sycylię. Jej jedynym dowódcą był generał porucznik Karl Böttcher.

## Struktura organizacyjna
- w styczniu 1943 roku:

345. rezerwowy batalion pancerny, 148. rezerwowy zmotoryzowany pułk grenadierów, 152. rezerwowy pułk grenadierów pancernych, 345. pułk artylerii, 345. batalion motocyklowy, 345. batalion inżynieryjny, 345. batalion łączności, 345. dywizyjne oddziały zaopatrzeniowe.